# Dubicze (Bielsk Podlaski)
Dubicze – część miasta Bielsk Podlaski położona w jego wschodniej części, dawniej oddzielna miejscowość. Rozpościera się wzdłuż ulicy Dubicze.
Do zabytków zalicza się dom drewniany przy ul. Dubicze 20, z końca XVIII w., nr rej.: 440 z 30.03.1979.